# Marinha de águas verdes

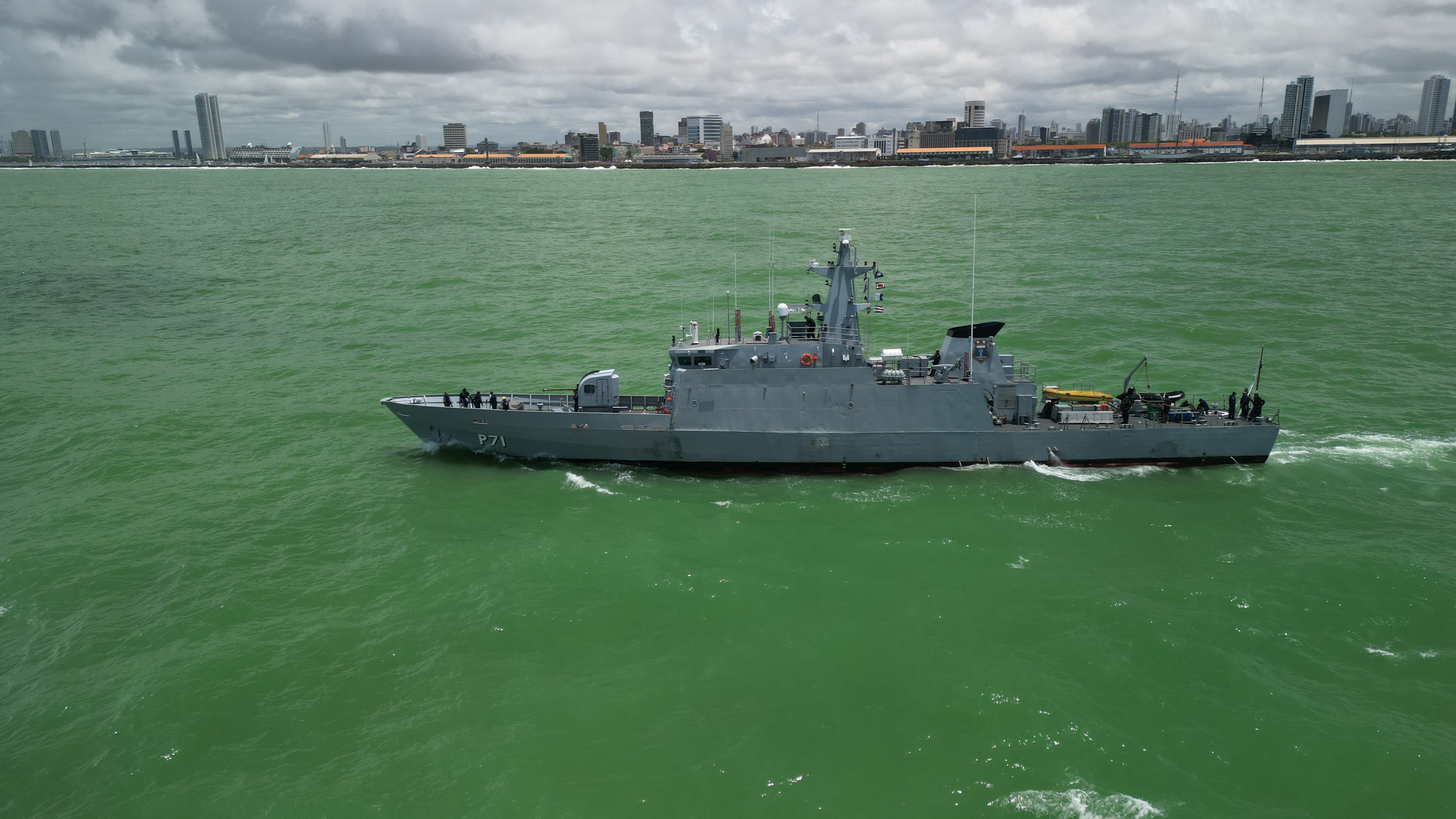
Um navio de patrulha da classe Macaé da Marinha do Brasil na costa

Uma marinha de águas verdes é uma força marítima capaz de operar nas zonas litorâneas de seu estado e tem competência limitada para operar nos mares marginais circundantes. É um termo relativamente novo e foi criado para melhor distinguir e adicionar nuances entre dois descritores de longa data: marinha de águas azuis (águas profundas de oceanos abertos) e marinha de águas marrons (águas interiores, litoral e mares rasos).
Como um termo não doutrinário, sem definição jurídica ou política concreta, pode ser usado de diversas maneiras. Originou-se na Marinha dos Estados Unidos, que o utiliza para se referir à parte de sua frota especializada em operações ofensivas em águas costeiras. Hoje em dia, esses navios dependem de furtividade ou velocidade para evitar a destruição por baterias em terra ou aeronaves terrestres.
A Marinha dos EUA também utilizou o termo para se referir à primeira fase da expansão da Marinha Chinesa para uma marinha de águas oceânicas completa. Posteriormente, outros autores o aplicaram a outras marinhas nacionais que podem projetar poder localmente, mas não conseguem sustentar operações à distância sem a ajuda de outros países. Essas marinhas normalmente possuem navios anfíbios e, às vezes, pequenos porta-aviões, que podem ser escoltados por contratorpedeiros e fragatas, com algum apoio logístico de petroleiros e outros auxiliares.

## Definições
Os elementos da geografia marítima são vagamente definidos e seus significados mudaram constantemente ao longo da história. O Conceito de Operações Navais dos EUA de 2010 define água azul como "o oceano aberto", água verde como "águas costeiras, portos e baías" e água marrom como "rios navegáveis e seus estuários". Robert Rubel, do Colégio de Guerra Naval dos EUA, inclui baías em sua definição de água marrom, e, no passado, comentaristas militares dos EUA estenderam a água marrom para porções marítimas à 190 quilômetros da costa.
Durante a Guerra Fria, "água verde" denotava as áreas do oceano nas quais as forças navais poderiam encontrar aeronaves terrestres. O desenvolvimento de bombardeiros de longo alcance com mísseis antinavio tornou a maioria dos oceanos "verdes" e o termo quase desapareceu. Após a Guerra Fria, as forças-tarefa anfíbias dos EUA eram às vezes chamadas de marinha de águas verdes, em contraste com os grupos de batalha de porta-aviões de águas azuis. Essa distinção desapareceu à medida que as ameaças crescentes nas águas costeiras forçavam os navios anfíbios a se afastarem mais da costa, realizando ataques por helicóptero e tiltrotor além do horizonte. Isso levou ao desenvolvimento de navios projetados para operar nessas águas - a classe Zumwalt por exemplo; a modelagem sugeriu que as fragatas atuais da OTAN são vulneráveis a flotilhas de 4 a 8 pequenos barcos em águas verdes. Rubel propôs redefinir águas verdes como "aquelas áreas do oceano que são muito perigosas para unidades de alto valor, exigindo que o poder ofensivo seja disperso em embarcações menores, como submarinos que podem usar furtividade e outras características para sobreviver." De acordo com seu esquema, águas marrons seriam zonas nas quais as unidades oceânicas não poderiam operar, incluindo rios, campos minados, estreitos e outros pontos de estrangulamento.

Uma marinha de águas verdes não significa que os navios individuais da frota sejam incapazes de operar longe da costa ou em mar aberto: em vez disso, sugere que, devido a razões logísticas, eles não podem ser destacados por longos períodos e precisam de ajuda de outros países para sustentar incursões de longo prazo. Além disso, o termo "marinha de águas verdes" é subjetivo, visto que vários países que não possuem uma verdadeira marinha de águas verdes mantêm forças navais equivalentes a países que são reconhecidos como tendo marinhas de águas verdes. Por exemplo, a Marinha Alemã tem quase a mesma capacidade que a Marinha Canadense, mas não é reconhecida como uma verdadeira marinha de águas verdes. Outro exemplo é a Marinha Portuguesa que, apesar de ser geralmente classificada como uma marinha menor, conduziu diversas vezes operações sustentadas por longos períodos em regiões distantes, típicas das marinhas de águas verdes. No entanto, as diferenças entre as marinhas de águas azuis e as marinhas de águas marrons ou verdes são geralmente bastante perceptíveis. Por exemplo, a Marinha dos EUA conseguiu responder rapidamente ao desaparecimento do voo 370 da Malaysia Airlines e continuar as operações na região com relativa facilidade, embora a área de busca abrangesse o Oceano Índico. Em contraste, em 2005, a então Marinha Russa (considerada como de águas verdes) não conseguiu responder adequadamente quando seu veículo de resgate AS-28 ficou preso em cabos submarinos, impossibilitando a subida à superfície, contando com a Marinha Real (considerada como de águas azuis) para responder e realizar o resgate a tempo.

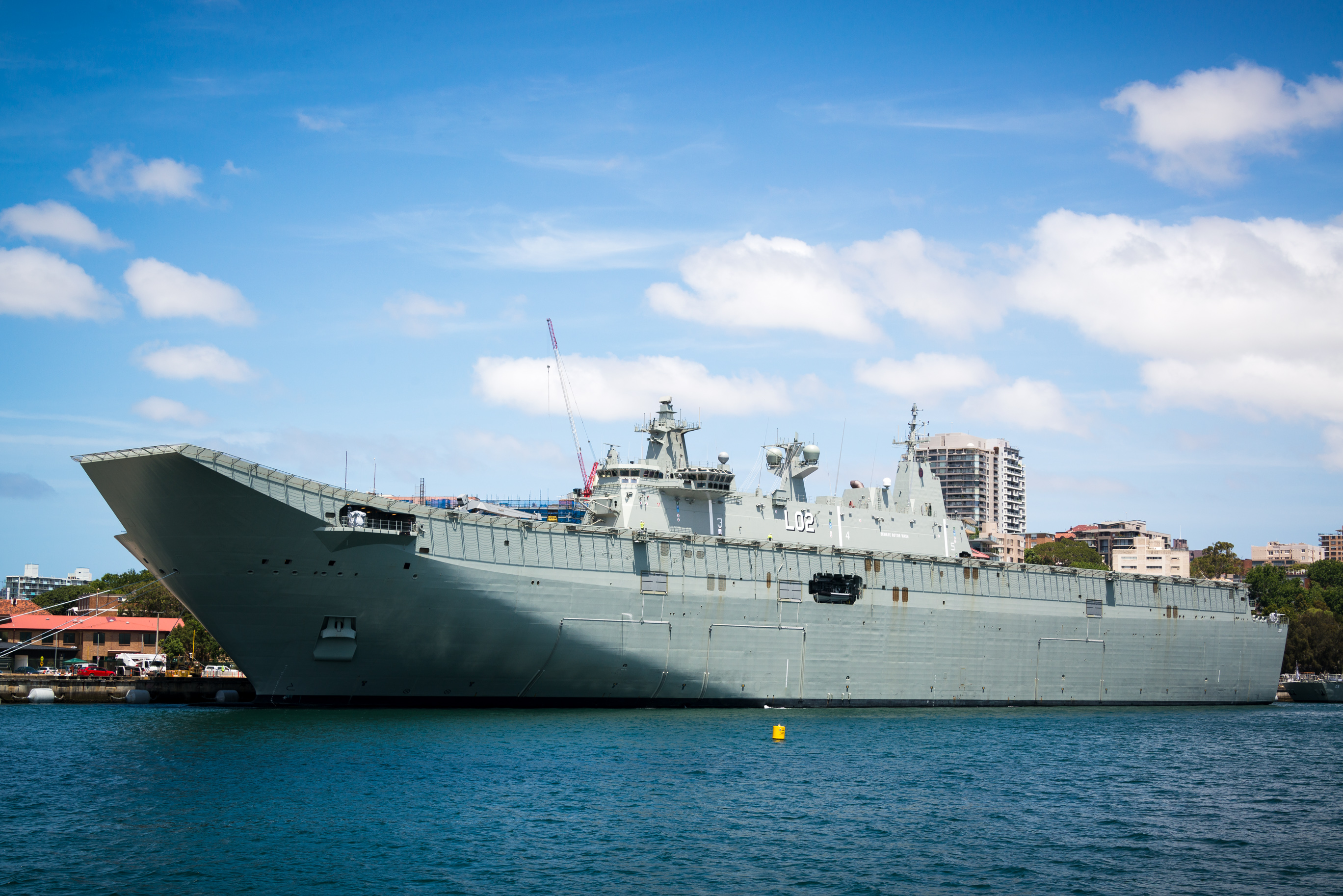

## Exemplos

### Austrália
A Marinha Real Australiana está bem estabelecida como uma marinha de águas verdes. A marinha sustenta uma ampla gama de operações marítimas, do Oriente Médio ao Oceano Pacífico, muitas vezes como parte de coalizões internacionais ou aliadas. A Marinha Real Australiana opera uma frota moderna, composta por contratorpedeiros, fragatas, submarinos convencionais, bem como uma capacidade emergente de projeção de potência baseada no comissionamento do HMAS Choules e dos porta-helicópteros da classe Canberra.

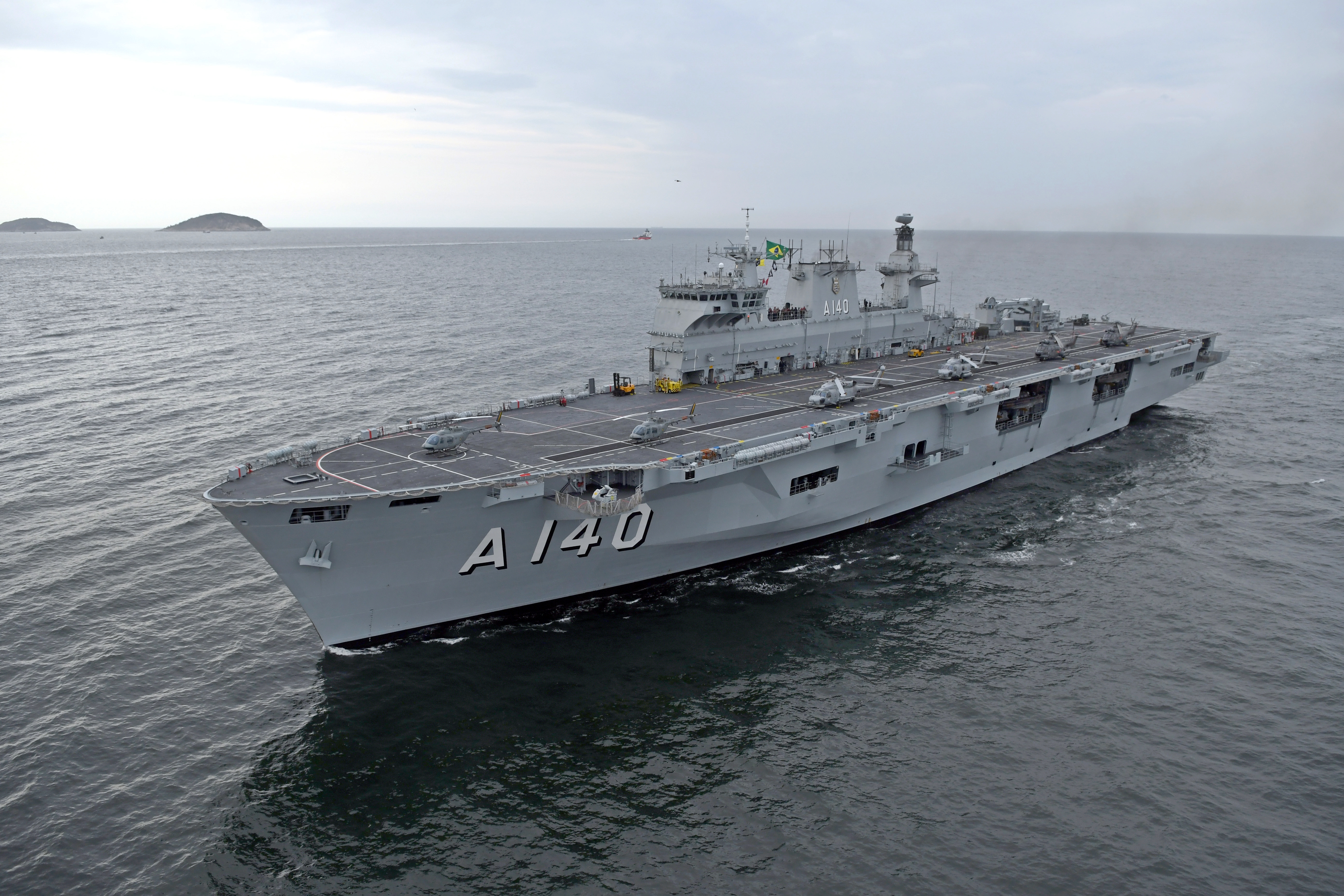
O NAM Atlântico

### Brasil
A Marinha do Brasil tem sido frequentemente apelidada de força de "águas verdes" por especialistas. A Marinha concentra-se principalmente na proteção do litoral e da zona econômica exclusiva (ZEE) do país, mas também mantém a capacidade de operar no amplo Oceano Atlântico Sul. Desde o início dos anos 2000, a Marinha do Brasil tem contribuído para uma série de missões de paz e humanitárias:
- Capacidade de transporte de helicópteros e anfíbia – NAM Atlântico
- Capacidade anfíbia – NDM Bahia
- Capacidade de reabastecimento – NT Almirante Gastão Motta

### Canadá
De acordo com os critérios descritos na publicação em 2001 de Leadmark: The Navy's Strategy for 2020, a Marinha Real Canadense cumpriu a sua descrição de uma "Marinha de Projeção de Força Global Média" de 3.º nível – uma marinha de águas verdes com capacidade para projetar força em todo o mundo com a ajuda de aliados marítimos mais poderosos (por exemplo, Reino Unido, França e Estados Unidos). Neste contexto, a Marinha Real Canadense classificou-se ao lado das marinhas da Austrália e dos Países Baixos.

### Japão

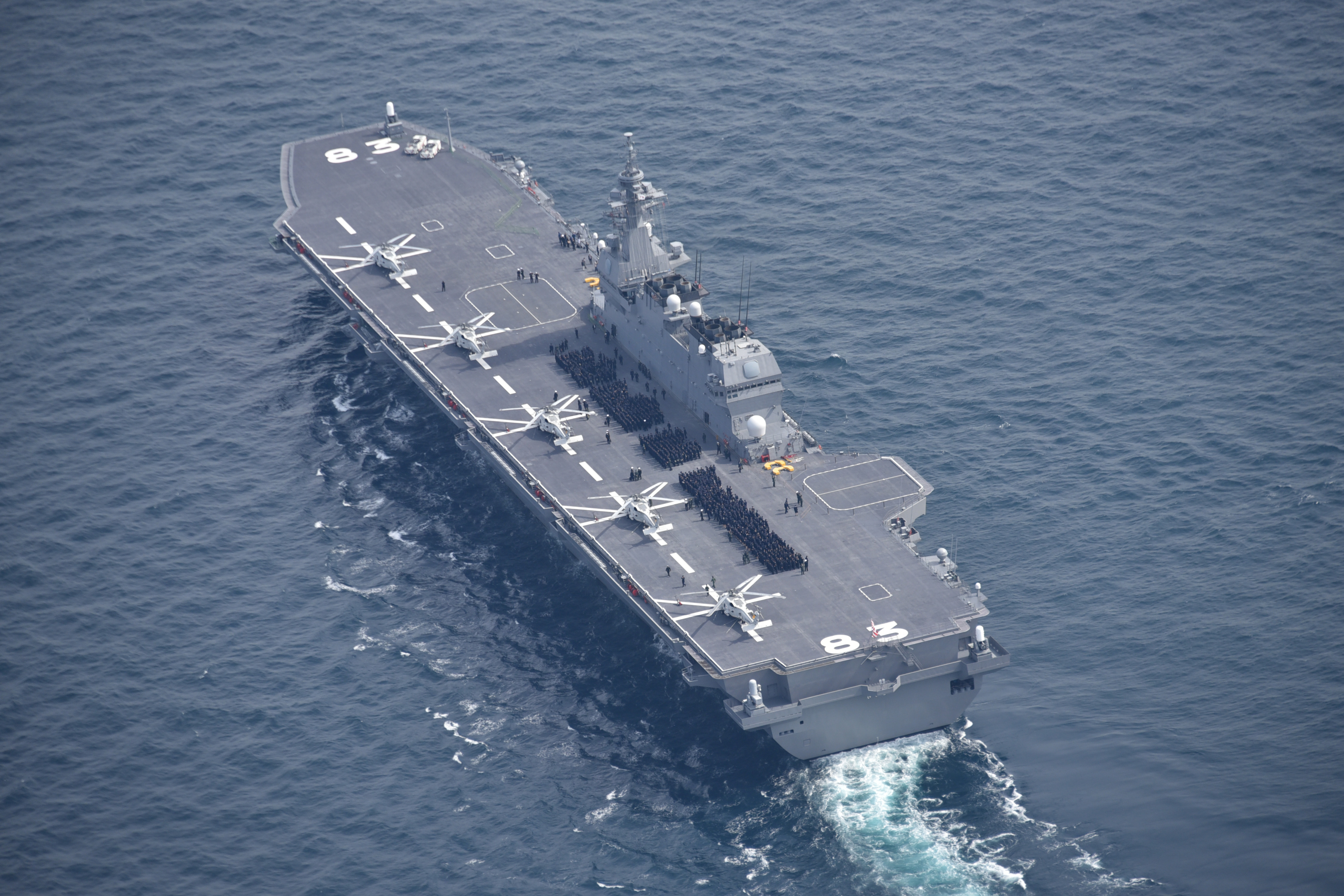

A Força de Autodefesa Marítima do Japão é considerada uma marinha de águas verdes. As implantações dela no exterior incluem a participação na Força-Tarefa Combinada 150, e uma força-tarefa adicional no Oceano Índico a partir de 2009 para combater a pirataria na Somália. A primeira instalação aérea naval ultramarina do Japão no pós-guerra foi estabelecida próxima ao Aeroporto Internacional de Djibouti-Ambouli.

### Países Baixos

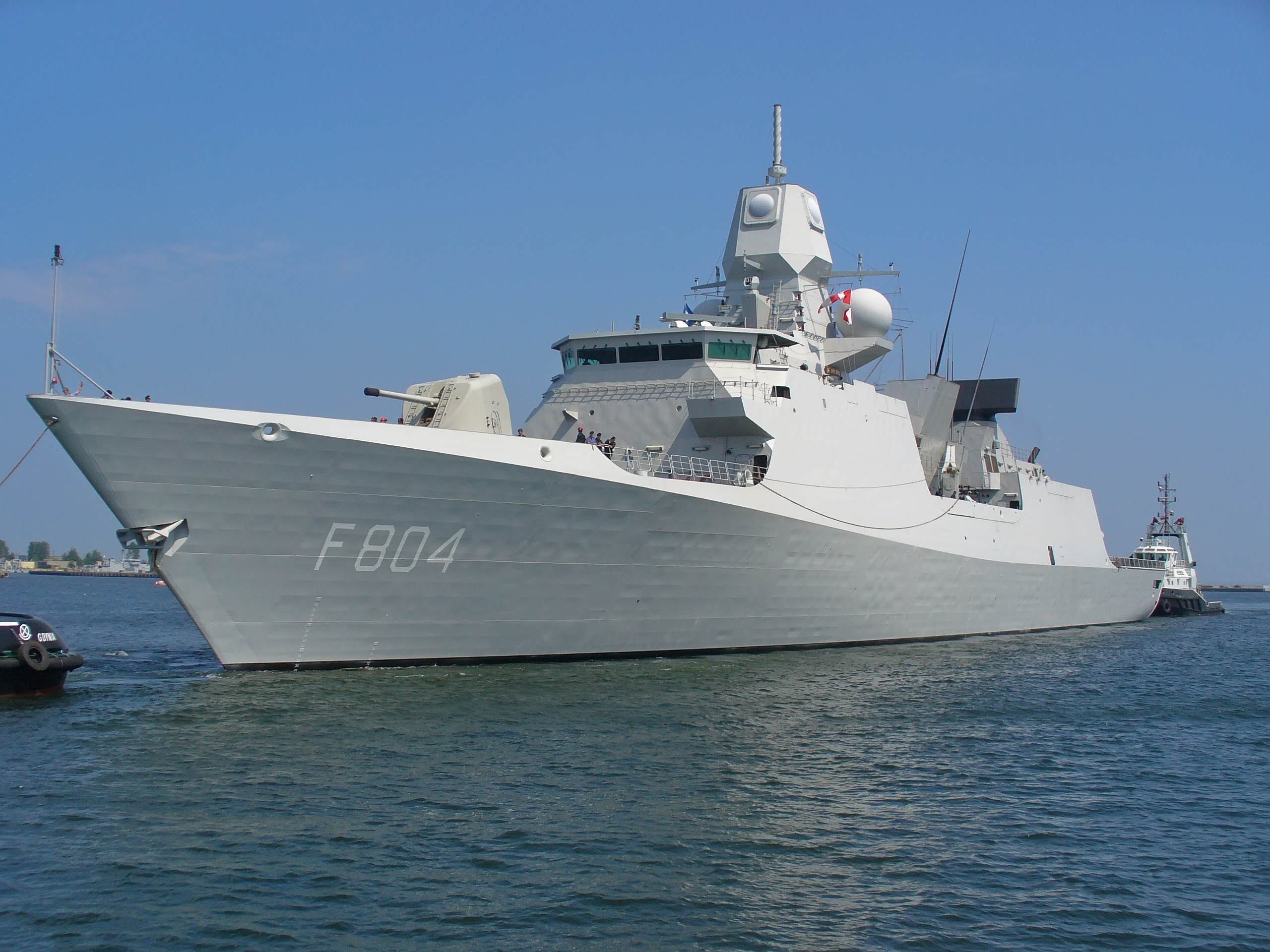
HNLMS De Ruyter (F804), uma fragata da classe De Zeven Provinciën

A Marinha Real dos Países Baixos foi oficialmente descrita como uma "Marinha de Projeção de Força Global Média" de 3.º nível - ou uma marinha de águas verdes com capacidade de projetar força em todo o mundo com a ajuda de aliados marítimos mais poderosos (por exemplo, Grã-Bretanha, França e Estados Unidos). Neste contexto, a Marinha Real dos Países Baixos está ao lado das marinhas da Austrália e do Canadá, enquanto a Marinha dos EUA é uma marinha global de águas azuis de 1.º nível e a Grã-Bretanha e a França são consideradas marinhas de águas azuis de 2.º nível. Durante muitos anos, desde o fim da Guerra Fria, a Marinha Real dos Países Baixos tem vindo a mudar o seu papel da defesa nacional para a intervenção no exterior.